# عبدل آباد (مقاطعة دلفان)
عبدل‌آباد (بالفارسية: عبدل‌آباد) هي قرية تقع في قسم ميربغ الجنوبي الريفي (مقاطعة دلفان) في إيران.